# Unidad Penal 9 de La Plata
La Unidad Penal 9 de La Plata del Servicio Penitenciario de la Provincia de Buenos Aires fue uno de los establecimientos penales que además funcionó como Centro Clandestino de Detención (CCD) durante la última dictadura cívico militar de Argentina.
Estaba bajo la responsabilidad del Área 113, a cargo del Regimiento de Infantería 7 «Cnl. Conde», dependiente del I Cuerpo de Ejército a través de la X Brigada de Infantería Mecanizada «Tte. Grl. Nicolás Levalle».

## Breve reseña
La Unidad Penal N.º 9 de La Plata, como establecimiento penitenciario legal, operó dentro del llamado Circuito Camps en conjunto con centros clandestinos de detención (CCD) de la provincia de Buenos Aires. En muchos casos, las víctimas de detenciones ilegales eran trasladadas desde CCD a unidades penales establecidas, y quedaban a disposición del Poder Ejecutivo. A este procedimiento se le llamada "blanqueo". Una de las consecuencias más inmediatas del "blanqueo" era que las víctimas de las detenciones ilegales dejaban de estar "desaparecidas" y sus familiares podían visitarlas. La U-P 9 de La Plata registró uno de los mayores números en cuanto a presos políticos detenidos "legalmente" o "blanqueados".
Una placa recordatoria instalada en la entrada del penal recuerda a las más de 30 personas asesinadas o desaparecidas en la U-P 9 de La Plata, incluyendo familiares que visitaban a los presos políticos detenidos.
En octubre de 2010, la justicia federal condenó a 15 acusados por diversos delitos cometidos contra 90 víctimas encarceladas en la U-9 de La Plata. Las condenas oscilaron desde diez años de prisión hasta reclusión perpetua. Entre los condenados se encuentran 3 médicos que trabajaban en el penal.

## Señalización
El 28 de noviembre de 2014 se descubrió una placa en memoria de los detenidos ilegalmente en la unidad, víctimas de delitos de lesa humanidad durante el terrorismo de Estado. La Unidad Penal N° 9 de La Plata, es el 99.o punto señalado como “Sitio de Memoria”.

## Testimonios
Varios ex detenidos de la U-9 de La Plata brindaron testimonio de las reiteradas violaciones a los derechos humanos, entre ellos Francisco “Barba” Gutiérrez, Carlos Slepoy, Juan Miguel Scatolini, Eduardo Jozami, Eduardo Anguita y Adolfo Pérez Esquivel.
El cineasta Carlos Martínez, detenido en la unidad en 1974, presentó en 2014 la película "Condenados", una ficción basada en hechos reales que recrea las situaciones que los presos políticos y sus familiares atravesaron en los años iniciales del régimen militar.